# 與四季交易的商人
《與四季交易的商人》（德語：Händler der vier Jahreszeiten）是一部1972年的西德電影，由赖纳·维尔纳·法斯宾德編劇和導演，漢斯·希許米勒和伊尔姆·赫尔曼主演。劇情講述了一個生活在50年代慕尼黑的水果小販的生活，他被冷漠的社會逼到了邊緣。
片名源自法語對水果和蔬菜銷售商的表達，un marchand des quatre-saisons。影片探討了階級偏見、家庭暴力、不忠、家庭不和、抑鬱和自毀行為等問題。

## 剧情
慕尼黑，20世纪50年代。漢斯·埃普，一個平凡但討人喜歡的人，在法国外籍兵团服役數年後回到家鄉。他被母親斥責（“最好的人死了，而你这样的人回家了”，她在聽說和漢斯一起參軍的年輕朋友去世後說）。
汉斯是个水果小贩，他叫卖着自己的产品，勤奋地在居民区的街道上转悠。他身材矮小，与瘦高的伊姆加德结婚，后者帮助他工作。他们有一个小女儿，叫雷娜特。有一天，汉斯在一栋公寓楼里向一位迷人的已婚妇女出售水果。她要求他亲自送梨，并邀请他进去，但他拒绝了，说“下次吧”。这个女人是汉斯年轻时的挚爱。多疑的伊姆加德质问他为什么要花这么长时间，他为了逃避她不断的抱怨，抛下了他的手推車，走进了附近的一家酒吧。很快，他空虚的生活就表现出来了：與妻子爭吵、酗酒、哀嘆失去的自己和職業生涯。在酒吧的時候，漢斯對自己當警察的黃金歲月感傷不已。回想起來，他回憶起有一天帶一個妓女去警察局做口供，但她引誘他口交，被他的上司抓住，這件事讓他被解雇了。
伊姆加德出現在酒吧接他，但喝醉了的漢斯說他想回家的时候就会回家。他的妻子没有马上离开，他便朝她扔了一把椅子。最後，漢斯醉醺醺地回家了。伊姆加德骂他是猪，他在小女兒面前毆打了她。第二天早上，伊姆加德不見了，漢斯絕望了。
伊姆加德與雷娜特一起逃離，得到了汉斯家人的支持。高傲的資產階級母親一直對漢斯不屑一顧，偏愛聽話的已婚女兒海迪，寬容直率的大學生女兒安娜。漢斯曾經夢想成為一名機械師，但母親要求他繼續學習，並禁止他從事會弄髒雙手的工作。伊姆加德向公婆抱怨漢斯前一天晚上打了她。海迪和丈夫都同意母親的看法，認為漢斯一向一無是處。安娜是唯一一個同情他的親人，說家人一直看不起他，從來沒有給他合適的機會。漢斯到達后，想要與妻子和解，但伊姆加德退到客廳的角落，驚恐地尖叫著，姐夫挡在她面前。兩人爭吵不休，伊姆加德打電話給律師，說她想離婚。她放下聽筒，漢斯開始唱他最喜歡的曲子：“晚安，晚安，你无法拥有想要的一切。”然後他心脏病發作了。
漢斯在醫院病床上休養時，他的妻子在街上被一個男人接走，帶回家睡覺。她的小女兒撞见他們做爱，之後伊姆加德不停地抽泣。在醫院，漢斯和妻子和解了。她答應和他在一起。他一回到家，当他们准备做爱时，伊尔姆加德解释说，有时她觉得他很有趣，因为他比她矮得多，而且她当初对他感兴趣只是因为他太滑稽了。
在心脏病发作后，汉斯既不能工作也不能喝酒，所以伊姆加德在生意上发挥了更大的作用。汉斯再也不能推着车到处走了，他雇了一个勤劳而诚实的助手安策尔。汉斯不知道，伊姆加德在他住院期间曾与安策尔有过短暂的婚外情。由于担心自己的不检点行为被曝光，她唆使安策尔抬高卖价，然后把额外的收入和她分掉。他同意了，但伊姆加德知道他会被发现，因为她的丈夫在穿過庭院時會監視安策尔。计划奏效了，安策尔被耻辱地解雇了，而汉斯也知道了伊尔姆加德的不忠行为。
在與朋友用餐時，漢斯與哈里重逢。哈里是他在外籍軍團服役期間的密友，現在是服务员。汉斯立即為他提供了一份工作。不久，漢斯向妻子建議哈里搬来與他們同住。她表示抗议，但汉斯坚持。事實證明，哈里是個勤勞的工人，他推著手推車在街上穿梭，掙的錢比漢斯以前挣的還多。伊姆加德有水果攤要照料，汉斯则因为老是闲着没事做而生悶氣。雖然哈里的專業和奉獻精神為漢斯的生意帶來了盈利和成功，但也使汉斯在自己的生活中被淘汰，使他进一步陷入孤立和绝望。
在沮喪中，漢斯去看望了他一生的摯愛。年輕時，他用一捧紅玫瑰向她求婚，但她拒絕了他，因為她的父母不想讓她嫁給一個賣水果的小販。雖然已经嫁給了別人，但她还是脫下衣服要和他做爱，但他離開了。漢斯又去看望他最喜歡的妹妹安娜，但她忙於學業，無暇顧及他。
醫生說漢斯心臟不好，大量飲酒對他來說是致命的。最後，漢斯故意去了他常去的酒吧，喝酒時，他想起了他在摩洛哥外籍軍團時的一件事。当时他被一個阿拉伯人俘虜並折磨，他很想死，但在最後一刻被戰友救了下來。像那時一樣，漢斯现在也不再希望活下去了。在與妻子、哈里和伙伴們舉行的盛大晚宴上，漢斯喝下了幾十杯酒，當場斃命。葬禮結束後，哈里同意留在伊姆加德身邊，過上了漢斯的生活。

## 反响
《與四季交易的商人》是法斯宾德事業的轉折點，標誌著他進入國際影壇，被影評人認為是法斯宾德最好的電影之一，在爛番茄網站上，有92%的“新鮮”評級。

## DVD发行
這部電影於2002年7月9日以DVD的形式在美國發行，德语发音，英語字幕。